# Canó (armes de foc)
|  | No s'ha de confondre amb Canó. |

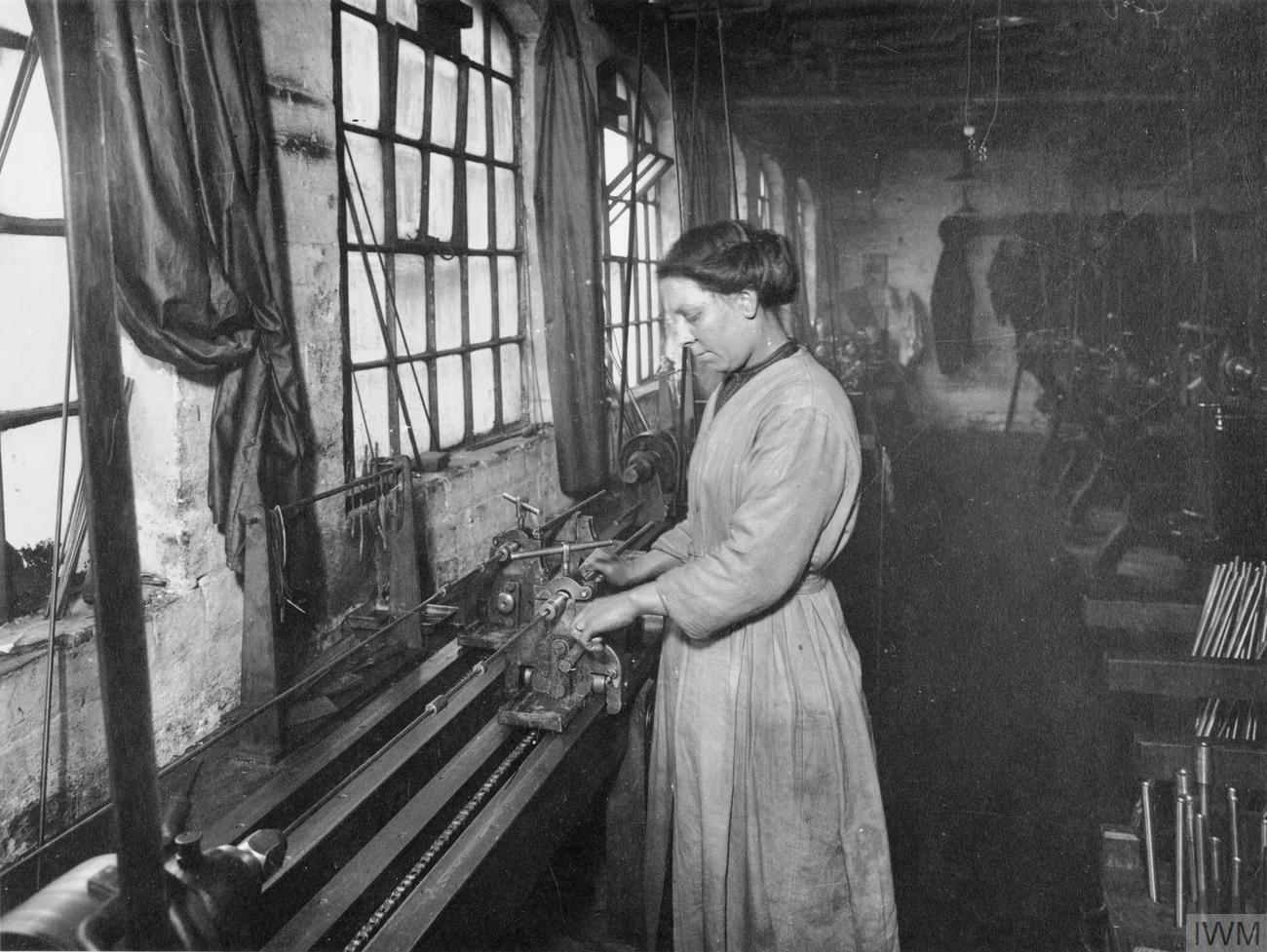
Una treballadora perforant el canó d'un rifle Lee-Enfield durant la Primera Guerra Mundial

El canó d'un arma de foc és una part crucial de les armes de tir a distància tant de les de tipus pistola, com de la resta d'armes de foc petites, de les peces d'artilleria o fins i tot les pistoles d'aire comprimit. És un tub de tir recte, generalment fet de metall rígid d'alta resistència, a través del qual s'utilitza una expansió ràpida continguda de gas(os) d'alta pressió per impulsar a gran velocitat, un projectil fora de la seva boca o extrem frontal. L'interior buit del canó s'anomena recambra, i el diàmetre del forat s'anomena calibre d'aquesta arma, normalment mesurat en polzades o mil·límetres.
Les primeres armes de foc es van fer en una època on la metal·lúrgia no estava prou desenvolupada com per buidar tubs capaços de resistir la força explosiva dels primers canons, de manera que el tub (freqüentment construït amb bandes metàl·liques) necessitava ser periòdicament congrenyat en tota la seva longitud, fent que s'assemblés a un barril d'emmagatzematge.

## Història

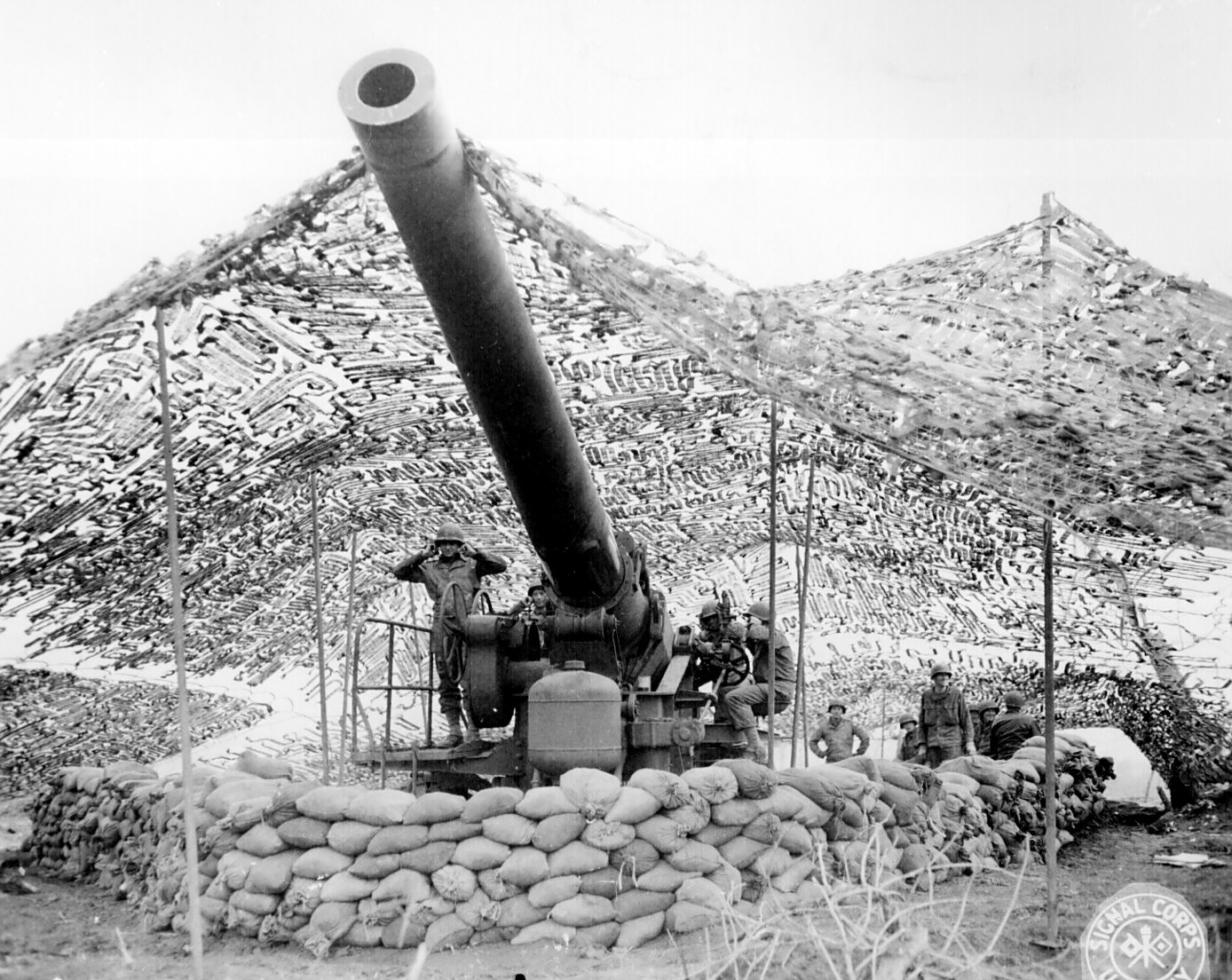
Apuntant un obús nord-americà de 240 mm el 1944.

Els canons de les armes de foc solen ser metàl·lics. No obstant això, els primers xinesos, els inventors de la pólvora, utilitzaven bambú, que té una tija forta, naturalment tubular i és més barat d'obtenir i processar, com els primers barrils en armes de projectil de pólvora com les llances de foc. Els xinesos també van ser els primers a dominar els canons de ferro colat i van utilitzar la tecnologia per fabricar les primeres armes de foc d'infanteria: els canons de mà. Els primers canons europeus estaven fets de ferro forjat, normalment amb diverses bandes de reforç del metall embolicades al voltant d'anells circulars de ferro forjat i després soldades en un cilindre buit. El bronze i el llautó eren afavorits pels armers, en gran part per la seva facilitat de fosa i la seva resistència als efectes corrosius de la combustió de la pólvora o l'aigua salada quan s'utilitza en vaixells de guerra.
Les primeres armes de foc es carregaven per la boca de foc, amb la pólvora i després el tret carregat des de l'extrem frontal (boca) del canó, i només eren capaços de disparar amb una velocitat de foc baixa a causa del feixuc procés de càrrega. Els dissenys de càrrega posterior inventats posteriorment proporcionaven una cadència de foc més alta, però els primers carregadors de rera-càrrega no tenien una forma eficaç de segellar els gasos que s'escapaven que es filtraven des de la part posterior del canó, reduint la velocitat de sortida disponible. Durant el segle xix, es van inventar els bloqueig de culata efectius que segellaven la culata contra l'escapament de gasos propulsors.
Els primers canons eren molt gruixuts en relació amb al seu calibre. Això va ser perquè els defectes de fabricació com les bombolles d'aire atrapades al metall eren habituals en aquella època i van jugar factors clau en moltes explosions de canons; aquests defectes feien que el canó fos massa feble per suportar les pressions del tret, fent que fallés i es fragmentés explosivament.

## Construcció

Ánima llisa
Ánima ratllada, A = diàmetre entre camps, B = diàmetre entre fons
Estriat poligonal

Els canons de les armes de foc modernes són de construcció i aparença complexa. Un canó ha de ser capaç de contenir els gasos produïts per la càrrega propulsora per tal d'assegurar que la bala o obús arribin a una velocitat de boca òptima a l'ésser impulsats a l'exterior pels gasos en expansió. Les primeres armes de foc eren principalment d'avantcàrrega (es carregaven per la boca del canó en lloc de la recambra), la qual cosa era un procediment lent i complicat, resultant en una baixa cadència de tret. La retrocàrrega ofereix una major cadència de tret, però a les primeres armes de retrocàrrega els faltava un mètode efectiu de segellar els gasos que s'escapaven per la recambra i tenien una baixa velocitat de boca. Durant el segle xix es van inventar panys mecànics efectius que van permetre recarregar des de la recambra, al mateix temps que la segellaven eficaçment i evitaven la fugida dels gasos del tret.
Els canons de les armes de foc principalment estan fets de metall. Els xinesos, inventors de la pólvora, empraven bambús com canons en les seves primeres armes de foc. El canó de les primeres armes de foc europees estava fet ferro forjat, generalment diverses bandes de metall situades dins de cèrcols de ferro forjat i després soldades fins a obtenir un cilindre buit. Els xinesos van ser els primers a fabricar canons de ferro fos. El bronze i el llautó eren metalls preferits pels armers, principalment per la seva facilitat de fosa i la seva habilitat de suportar la corrosió produïda per la combustió de la pólvora. Els primers canons eren summament gruixuts per al calibre dels seus projectils. Els primers defectes de fabricació (com bombolles d'aire atrapades en el metall) van ser factors clau en diverses explosions de canons; els gasos en expansió van ser massa per al dèbil canó, fent que explotés i es trenqués en mortals fragments.
Els canons de les primeres armes de foc, eren molt gruixuts en relació amb al seu calibre. Això va ser perquè els defectes de fabricació com les bombolles d'aire atrapades al metall eren habituals en aquella època i van jugar factors clau en moltes explosions de canons; aquests defectes feien que el canó fos massa feble per suportar les pressions del tret, fent que fallés i es fragmentés de forma explosiva.

## Petit calibre

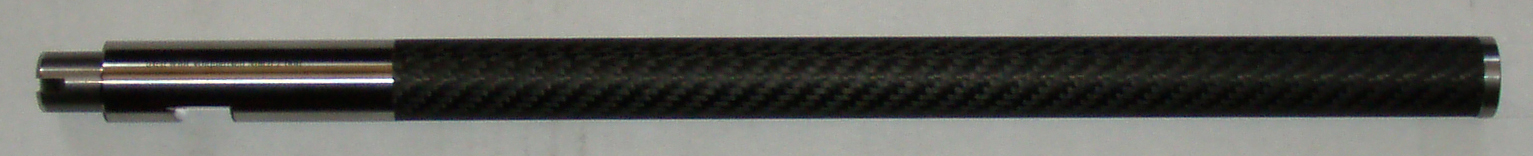
Canó Volquartsen de fibra de carboni per a un fusell Ruger 10/22 calibre.17 HM2.

El terme "petit calibre" generalment fa referència a aquelles armes de calibre 7,5 mm (0,299 polzades) o menys. Generalment són emprades per tir al blanc o cacera de peces petites.